# Contra-ataque
Contra-ataque é um termo desportivo associado a competições onde existem movimentos de ataque e defesa, tem o sentido de uma resposta ao ataque do adversário com outro ataque. Ao recuperarem a posse de bola, os jogadores avançam rapidamente pelo campo de jogo em direção ao gol, aproveitando o espaço deixado pelos oponentes. Contra-ataque é o domínio súbito da bola (em qualquer parte do campo), impedindo o adversário de armar a defesa.

## Artes marciais
Nas artes marciais significa revidar rapidamente um golpe após ser atacado. É dado com mais facilidade quando o lutador se esquiva ou bloqueia o ataque de seu oponente.

## Futebol
Nos esportes (desportos), o contra-ataque é quando um time sofre um ataque muito rápido, ex: O time X está atacando, mas o jogador perde a bola, então o time Y ataca com rapidez para tentar pegar a defesa desprevenida, sendo feito por 1 jogador ou até mesmo todos. O contra-ataque está presente no basquete, no futebol, futebol americano e outros esportes coletivos sem rede.
As táticas mais usadas no futebol para se fazer um contra-ataque são as defensivas:8-2-0, 5-3-2, 7-2-1 etc. O contra-ataque surge quando seu time encontra-se na defesa.
1. ↑  «Dicionário Olímpico». Dicionário Olímpico -. Consultado em 8 de maio de 2018